# 神戲劇場
神戲劇場　（英文：Dionysus Contemporary Theatre）於2013年由香港著名影視舞台演員黃秋生發起創辦，並任藝術總監。行政總監為資深劇場監製及聯合創辦人張珮華 (Joyce)。神戲劇場是一個自負盈虧的戲劇團體，並沒有申請任何政府資助。 
市場消費導向是其主要營銷策略，為拓展更廣的觀眾層面，每次找藝人演出都會提供表演指導，注重合作演員質素，作品藝術和娛樂並重。 
神戲劇場的英文名稱以古希臘神話中的酒神「狄奧尼修斯」（又：狄俄倪索斯，Dionysus （页面存档备份，存于））命名，乃護佑希臘的戲劇文化的神祇。神戲劇團憑「真、善、美」的戲劇精神回饋舞台，以製作當代戲劇為主，舞台教學為輔，致力提升華文劇場水平。

## 劇團歷史
「神戲劇場」 於2013年5月正式成立，由黃秋生及甄詠蓓擔任聯合藝術總監，張珮華出任行政總監。志在將多年來所學所得回饋舞台與教學，以提升華人演技和戲劇質素，發揚「真、善、美」的戲劇精神。 
於2013年成立之際，「神戲劇場」開辦「神劇大師班」戲劇深造課程，由黃秋生及甄詠蓓親授，至今已舉行多屆課程，培育過百名學生。 
2014年，「神戲劇場」推出首部作品—《Equus 馬》，由甄詠蓓執導，黃秋生、張敬軒、方皓玟主演。同年開辦「劇場監製實務初班」，主力培養監製人才，及後亦有陸續舉辦更多主攻舞台製作之課程。 
2015年推出《狂揪夫妻》，由甄穎蓓、方俊杰執導，黃秋生、吳君如、潘燦良、甄詠蓓主演，並成功於2016年重演。 
2016年2月 ，《狂揪夫妻》獲邀參加新加坡華藝節演出。 
2016年尾製作《仲夏夜之夢》，改編自莎士比亞經典名著，由甄穎蓓執導，黃秋生、余安安領銜主演。 
2017年2月，《仲夏夜之夢》獲邀參加新加坡華藝節演出。 
2017年製作《搞大電影》，改篇自著名劇作家大衛馬密 David Mamet編寫的Speed-the-Plow，由甄詠蓓執導，黃秋生，林海峰及韋羅莎主演。 
2018年，推出《夕陽戰士》，由黃秋生親自擔任藝術總監 、編劇及演出，由方俊杰，黃秋生、鄧智堅、張銘耀、邱頌偉、馮志佑主演。 
2018年冬 ，劇團進入調整期，甄氏離任藝術總監，現為「甄詠蓓戲劇工作室」藝術總監。 
張氏兼任「同窗文化工作室」執行董事，從事編劇經紀人工作及為獨立舞台製作擔任出品人及監製。 
劇團於2019年至2021年經歷疫情及種種挑戰後重新出發，於2021年重返舞台，由黃秋生及張珮華攜手製作《ART呃》，由張銘耀執導，黃秋生、陳淑儀、朱栢康演出。《ART呃》於2022年重演，另名為《2呃22ART》。

## 相關演出
- 《EQUUS馬》（戀馬狂）（2014年）
- 《狂揪夫妻》（2015年）
- 《狂揪夫妻・二度勁揪版》（2016年）
- 《仲夏夜之夢》（2016年）
- 《搞大電影》（2017年）
- 《夕陽戰士》（2018年）
- 《ART 呃》（2021年）
- 神戲再現・秋生復出《2呃22 ART》（2022年）
- 神戲劇場十年《極地謎情》（2023年）

## 相關人物
- 黃秋生（藝術總監）
- 甄詠蓓（前藝術總監）
- 張珮華（行政總監）
- 張敬軒（歌手、大師班學員）
- 方皓玟（歌手、大師班學員）
- 吳君如（電視演員、電影演員）
- 潘燦良（舞台劇演員、電視演員）
- 蘇玉華（舞台劇演員、電視演員）
- 余安安（電影演員、電視演員、舞台劇演員）
- 林德信（歌手、電影演員）
- 韋羅莎（舞台劇演員）
- 楊淇（電視演員、電影演員、舞台劇演員）
- 林海峰（唱片騎師、歌手、節目主持、演員、導演）
- 鄧智堅（舞台劇演員、電視演員）
- 陳淑儀（舞台劇演員、導演）

## 外部連結
- 神戲劇場 官方網頁
- 神戲劇場 FACEBOOK專頁
- 神戲劇場 新浪微博
- 神戲劇場 騰訊微博 （页面存档备份，存于）